# Nonochamus biplagiatus
Nonochamus biplagiatus är en skalbaggsart som först beskrevs av Stefan von Breuning 1935.  Nonochamus biplagiatus ingår i släktet Nonochamus och familjen långhorningar. Inga underarter finns listade i Catalogue of Life.